# Literatura română neomodernă
Calea spre curentul neomodernist în România a fost deschisă în anul 1941 prin apariția revistei Albatros condusă de Geo Dumitrescu în care se afirma o nouă direcție în literatura română. Anul 1943 constituie o nouă etapă în evoluția fenomenului neomodernist, odată cu înființarea Cercului Literar de la Sibiu. Membrii acestui cerc adresează actul de înființare scris de Ion Negoițescu și semnat printre alții de Victor Ionescu, Ștefan Augustin Doinaș, Radu Stanca lui Eugen Lovinescu, afirmându-și intenția de a se întoarce către modernismul interbelic, fără însă a neglija propriile deziderate estetice și fără a încerca sincronizarea cu spiritul veacului.
După această etapă în istoria poeziei postbelice se disting trei perioade: 
1. Realismul-socialist (proletcultism 1949-1964)
2. Neomodernismul: anii '60
3. Postmodernismul: anii '80

## Caracteristici ale neomodernismului
Poeții neomoderni au debutat în jurul anului 1960 și au intenționat să redea poeziei atributele firescului și libertatea alegerii formelor de exprimare. Acest demers a fost posibil în contextul dezghețării ideologice de la începutul aniilor '60, când autoritățile manifestă o oarecare toleranță în privința formelor de expresie fără a abandona însă ideea abordării unor teme corespunzătoare ideologiei comuniste.

### Poeți neomoderniști
Primul poet neomodernist poate fi considerat Nicolae Labiș,deși numai în anumite aspecte ale operei sale poetice. Eugen Simion îl numea pe Labiș buzduganul unei generații. 
Adevărații neomoderniști sunt Nichita Stănescu, Ana Blandiana, Marin Sorescu, Ion Alexandru, Mircea Dinescu, care au reînnodat legătura dintre nou și tradiția lirică interbelică. 
Aceștia încearcă revenirea la metafore subtile și la imagini insolite, bazate pe un limbaj ambiguu.

#### În dulcele stil clasic
Nichita Stănescu
Dintr-un bolovan coboară
pasul tău de domnișoară.
Dintr-o frunză verde, pală
pasul tău de domnișoară.

Dintr-o înserare-n seară
pasul tău de domnișoară.
Dintr-o pasăre amară
pasul tău de domnișoară.

O secundă, o secundă
eu l-am fost zărit în undă.
El avea roșcată fundă.
Inima încet mi-afundă.

Mai rămâi cu mersul tău
parcă pe timpanul meu
blestemat și semizeu
căci îmi este foarte rău.

Stau întins și lung și zic,
Domnișoară, mai nimic
pe sub soarele pitic
aurit și mozaic.

Pasul trece eu rămân.

#### Să lăsăm să cadă cuvintele
Ana Blandiana
Să lăsăm să cadă cuvintele
Numai ca fructele, numai ca frunzele,
Numai cele în care moartea s-a copt.
Să le lăsăm să cadă
Aproape putrede,
Abia îmbrăcând în carnea lor
Osul sfânt.
Sâmburul gol desfăcut,
Ca din veștezi nori luna..

Poate s-ar furișa spre pământ....

### Teme cultivate
Temele cultivate în operele neomoderniste sunt: condiția omului, forța logos-ului, moartea, iubirea, nostalgia după optimismul tinereții, reflecția filozofică. Poeții neomoderniști adoptă o atitudine ludică, ironică sau chiar parodică. Neomoderniștilor li se adaugă poeții generației mai vechi, cărora le fusese interzis să publice anterior (Emil Bota, Șt.Aug. Doinaș, Geo Dumitrescu) și unii poeți ce renunță la realismul socialist și se întorc la adevărata poezie (Maria Banuș, Eugen Jebeleanu, Dan Deșliu).